# Nati nel 1926/Senza giorno specificato
| Questa pagina contiene informazioni ricavate automaticamente dalle voci biografiche con l'ausilio del template Bio e di un bot. L'aggiornamento è periodico e automatico e ricostruisce completamente la pagina. Se manca una persona in questa lista, sei pregato di non aggiungerla, ma accertati piuttosto che la sua voce biografica contenga il template Bio e che i dati anagrafici siano correttamente compilati. Se il template Bio manca, inseriscilo tu stesso o, in alternativa, metti l'avviso {{tmp\|Bio}} che ne segnala la mancanza. Se i dati riportati sono sbagliati, correggi direttamente la voce biografica; le modifiche saranno visibili in questa lista entro pochi giorni. Per chiarimenti vedi il progetto biografie. La lista contiene solo le 72 persone che sono citate nell'enciclopedia e per le quali è stato implementato correttamente il template Bio. Pagina aggiornata al 18 ago 2025. |

- Patrick Alexander, scrittore e sceneggiatore britannico († 1997)
- Luciano Antonetti, giornalista italiano († 2012)
- Erzsébet Bagi, ex cestista ungherese
- Hanna Batatu, storico palestinese († 2000)
- Giampaolo Bernagozzi, regista e critico cinematografico italiano († 1986)
- Zalman Bernstein, imprenditore e filantropo statunitense († 1999)
- Bruno Brighetti, paroliere e musicista italiano († 2018)
- Gaetano Calabrò, filosofo italiano
- Claudino Castro, pallanuotista brasiliano († 2003)
- Pablo Centurión, calciatore paraguaiano
- Tommaso Chiaretti, sceneggiatore, scrittore e critico cinematografico italiano († 1987)
- Roberto Chiti, critico cinematografico e storico del cinema italiano († 1998)
- Paul G. Comba, astronomo e matematico italiano († 2017)
- Rama Coomaraswamy, presbitero, teologo e medico statunitense († 2006)
- Nino Cristiani, direttore della fotografia italiano († 2018)
- Walter Del Frate, pittore, grafico e pubblicitario italiano († 2011)
- Ayhan Demir, cestista turco († 1990)
- Bruno Dossena, ballerino e coreografo italiano († 1958)
- Jindřích Drásal, allenatore di pallacanestro cecoslovacco († 2014)
- Ilona Fekete, ex cestista, ex velocista e ex mezzofondista ungherese
- Alberto Fernández Calderón, cestista peruviano
- Nino Ferrero, giornalista italiano († 2006)
- Pasquale Formisano, partigiano italiano († 1943)
- Giuseppe Fortis, attore e doppiatore italiano († 1993)
- Ahmad Fu'ad Muhyi al-Din, politico egiziano († 1984)
- Marissa Garrido, autrice televisiva, sceneggiatrice e drammaturga messicana († 2021)
- Claude Houben, bobbista belga († 2009)
- Alla Ilchun, modella kazaka († 1989)
- Josef Isser, ex slittinista e ex bobbista austriaco
- Salah Jadid, generale e politico siriano († 1993)
- John Knowles, scrittore statunitense († 2001)
- Enrico La Stella, scrittore e giornalista italiano († 1999)
- Viviana Larice, attrice italiana († 2019)
- Alberto Lattuada, disegnatore italiano († 2014)
- Francesco Lisi, giornalista italiano († 2009)
- Bernardo Loddo, virologo italiano († 1979)
- Temistocle Martines, costituzionalista e giurista italiano († 1996)
- Giuseppe Mazzaglia, scrittore italiano († 2014)
- Catalina Meyer, cestista cilena († 2021)
- Friedrich Karl Meyer, botanico tedesco († 2012)
- Christophe Munzihirwa Mwene Ngabo, arcivescovo cattolico della Repubblica Democratica del Congo († 1996)
- Gilda Musa, giornalista, poetessa e scrittrice italiana († 1999)
- Ilio Negri, grafico italiano († 1974)
- Ugolino Nicolini, presbitero, religioso e medievista italiano († 1991)
- Annie Ninchi, annunciatrice televisiva e conduttrice radiofonica italiana († 2008)
- Franco Palumbo, pittore italiano († 1969)
- Giovanni Palumbo, politico italiano († 2011)
- John Carl Parker, compositore statunitense
- Luigi Pasotelli, poeta italiano († 1993)
- Pino Patti, attore italiano († 1992)
- Vittorio Sainati, filosofo italiano († 2003)
- Claudio Savonuzzi, giornalista, scrittore e critico d'arte italiano († 1990)
- Giorgio Scapinelli, pittore e illustratore italiano († 1999)
- Line Monty, cantautrice algerina († 2003)
- Javier Setó, regista e sceneggiatore spagnolo († 1969)
- Yūsuf Shakkūr, generale e diplomatico siriano († 2018)
- Metaksia Simonyan, attrice armena († 1987)
- Jaswant Singh Rajput, hockeista su prato indiano († 2015)
- Eman Skronský, cestista cecoslovacco
- Ornella Sobrero, critica letteraria italiana († 2005)
- Enzo Sovitti, cestista e allenatore di pallacanestro italiano († 1969)
- Paula Sziklai, ex cestista ungherese
- Silvano Tosi, giurista e giornalista italiano († 1987)
- Lucia Tumiati Barbieri, scrittrice italiana († 2025)
- Hedi Vaccaro Frehner, attivista svizzera († 2014)
- Maria Luisa Valenti Ronco, giornalista e scrittrice italiana († 2022)
- Ivan Vladimirov, cestista e allenatore di pallacanestro bulgaro († 2005)
- Millie Werber, scrittrice polacca
- Yang Zhenduo, artista marziale cinese († 2020)
- Zhuang Xueben, fotografo cinese († 2009)
- Lu'ayy al-Atassi, generale e politico siriano († 2003)
- Faysal bin Sa'ud Al Sa'ud, principe e funzionario saudita († 2012)